# Pseudotolithus senegalensis
Pseudotolithus senegalensis és una espècie de peix de la família dels esciènids i de l'ordre dels perciformes.

## Morfologia
- Els mascles poden assolir 114 cm de longitud total i 12 kg de pes.[4][5]

## Alimentació
Menja peixos, gambes i crancs.

## Hàbitat
És un peix de clima tropical (27°N-22°S) i demersal que viu entre 0-70 m de fondària.

## Distribució geogràfica
Es troba a l'Atlàntic oriental: des del Marroc fins a Namíbia.

## Observacions
És inofensiu per als humans.